# Río Teverga
El río Teverga es un afluente del río Trubia perteneciente a la cuenca hidrográfica del Nalón (Principado de Asturias).
Nace en Samartín, población de la parroquia de La Plaza (Teverga) por la confluencia de los ríos Valdecarzana y Valdesampedro. Recorre las poblaciones de Entrago y Las Ventas antes de llegar al río Trubia, del que es afluente.